# Umbriel
Umbriel es un satélite de Urano descubierto el 24 de octubre de 1851 por William Lassell, al mismo tiempo que Ariel, y nombrado por un personaje del poema de Alexander Pope El rizo robado. El nombre fue sugerido en 1852 por John Herschel, hijo del descubridor de Urano William Herschel, a petición del propio Lassell. Está constituido principalmente por hielo con una parte sustancial de roca y su interior puede estar diferenciado en un núcleo rocoso y un manto de hielo. La superficie es la más oscura de los satélites principales de Urano (con esto, su nombre recuerda a la palabra latina «umbra», sombra en español) y parece haber sido esculpida básicamente por impactos. Sin embargo, la presencia de cañones sugiere que ha sufrido tempranos procesos endógenos que provocaron el rejuvenecimiento superficial y borraron los terrenos más antiguos.
Cubierto por numerosos cráteres de impacto que llegan a alcanzar los 210 km de diámetro, Umbriel es el segundo satélite de Urano más craterizado tras Oberón. Su característica superficial más destacada es un anillo brillante en el fondo del cráter Wunda. Al igual que el resto de satélites, se formó a partir del disco de acreción que rodeaba al planeta poco después de su formación. La Voyager 2 es la única sonda que ha visitado el sistema de Urano. En enero de 1986 tomó varias imágenes de Umbriel, lo que permitió cartografiar cerca del 40 % de la superficie.

## Descubrimiento y denominación
Umbriel fue descubierto por William Lassell el 24 de octubre de 1851. En la misma noche también encontró a Ariel. Aunque William Herschel, descubridor de Titania y Oberón, afirmó a finales del siglo XVIII que había visto otros cuatro satélites de Urano, sus observaciones no se confirmaron y esos objetos se consideran espurios.
Todos los satélites de Urano llevan nombres de personajes de obras de William Shakespeare y Alexander Pope. Umbriel, al igual que los otros tres satélites uranianos conocidos en ese momento, fue nombrado en 1852 siguiendo una sugerencia hecha por John Herschel a petición de Lassell. Umbriel es el duende melancólico de la obra de Pope El rizo robado; su nombre recuerda a la palabra latina «umbra» que significa sombra. También se designa Urano II.

## Órbita
Umbriel orbita alrededor de Urano a una distancia de unos 266 000 km. Es el tercero más alejado de los cinco satélites mayores, con una órbita casi circular y muy poco inclinada respecto al plano ecuatorial de Urano. Su periodo orbital es de alrededor de 4,1 días terrestres, coincidente con el período de rotación. En otras palabras: Umbriel es un satélite de rotación y traslación síncronas por efecto de las fuerzas de marea con una de sus caras siempre apuntando a Urano. La órbita cae completamente dentro de la magnetosfera uraniana. Esto es importante porque los hemisferios posteriores de los satélites sin atmósfera que orbitan dentro de una magnetosfera se ven golpeados por el plasma de aquella que rota junto con el planeta principal. Este bombardeo puede dar lugar a un oscurecimiento de los hemisferios posteriores, efecto que se observa en todos los satélites uranianos excepto en Oberón. Umbriel también actúa como sumidero de las partículas cargadas de la magnetosfera, lo que crea una caída pronunciada en el recuento de partículas energéticas cerca de la órbita de este satélite como observó la Voyager 2 en 1986.

## Características físicas
Umbriel es un cuerpo de forma esférica que mide 1169 km de diámetro, aproximadamente la misma medida que Ariel, otro de los satélites de Urano. A diferencia de los otros satélites uranianos, los cráteres de impacto de Umbriel son oscuros, haciendo que la superficie solo refleje un 16 % de la luz incidente, siendo por tanto el satélite de Urano con menor albedo. Quizá por ello, necesitó la nave Voyager 2 acercarse más antes de poder detectarlos. Si Umbriel no hubiese tenido cráteres se hubiese tratado de una superficie extremadamente joven. En las fotografías tomadas por la Voyager 2, que lo visitó en el año 1986, se aprecia una superficie rocosa y llena de cráteres de impacto, que se extienden por todo el satélite y que son fruto del bombardeo de los productos de desecho en la formación del sistema solar. Se trata por tanto de una superficie muy vieja. La única diferencia con Oberón es la ausencia de rayos brillantes. Los rayos brillantes se forman en satélites helados cuando el impacto que provoca la formación de un cráter expulsa al exterior hielo limpio que antes estaba enterrado. Esta ausencia que acentúa la uniformidad del satélite puede deberse a:
- Que los micrometeoritos han mezclado la materia de los rayos con la adyacente muy oscura.
- Que los rayos contuvieran metano oscurecido luego por radiaciones de alta energía.
- Que el satélite tenga una capa profunda de material oscuro y los impactos que formaron los cráteres no hayan podido formar rayos brillantes. Se han observado rayos oscuros en Ganímedes un satélite de Júpiter.

Está compuesto mayoritariamente por hielo de agua con partes de roca de carbono y metano congelado. La mayor parte de este metano se encuentra en la superficie. No parece que haya tenido actividad geológica desde hace mucho tiempo.
La característica más destacable de Umbriel es Wunda, una zona blanca brillante con forma de anillo situada cerca del ecuador del satélite. Tiene 140 km de diámetro y no se sabe con seguridad qué es pero probablemente sea un cráter cubierto con algún tipo de hielo. También se conoce otro cráter llamado Skind, con un brillante pico central. Esto significa que la capa oscura no es muy profunda pues el material adyacente es blanco.